# Park ha-Jeladim
Park ha-Jeladim (hebrejsky פארק הילדים‎, doslova Dětský park) je relaxační a herní zóna ve čtvrti Nachal Ašan v Beer Ševě.

## Historie
Park byl zřízen v roce 2017 magistrátem města Beer Ševa a jeho náklady se odhadují na 35 milionů nových izraelských šekelů, z nichž část pochází z darů.
Park navrhl architekt Jisra'el Cvik.
Park se rozkládá na ploše 60 dunamů a v jeho středu se nachází jezero o rozloze 5 500 m2, do kterého byli přivezeni živočichové, například okrasné ryby a kachny. V parku se nachází dětské hřiště, stínění, amfiteátr, vodopád, zip-line, komplex pirátských lodí, cyklostezka, stezka pro pěší a další atrakce.
K dispozici jsou čtyři parkoviště: dvě parkoviště v parku, parkoviště u střední školy a parkoviště u muzea Lunada, a dokonce je možné a doporučené dojet do parku veřejnou dopravou.
Vzhledem k tomu, že v ulicích přiléhajících k parku žijí obyvatelé a záměrem je umožnit jim nerušený každodenní život, je přísně zakázáno parkovat v rozporu s parkovacími a dopravními předpisy platnými v této oblasti.